# Rafael Barroeta Baca

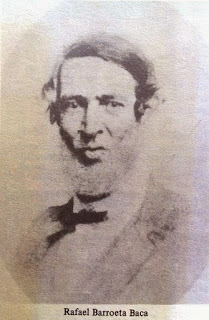
Rafael Barroeta Baca (o. J.)

Rafael Barroeta Baca (* 1813; † 1880) war vom 2. Dezember 1873 bis 28. Februar 1874 Präsident von Costa Rica.

## Leben
Seine Eltern waren Bárbara Enríquez Díaz Cabeza de Vaca y Palacios und Rafael Barroeta y Castilla (1766–1826).
Seine Schwester war Rosalía Barroeta y Baca.
Er heiratete zuerst Isabel de la Guardia y Robles und, als diese gestorben war, María Trinidad Gutiérrez y La Peña-Monje.
Rafael Barroeta Baca wurde 1870 von Tomás Guardia Gutierrez als Stellvertreter ernannt. Er war bei verschiedenen Gelegenheiten geschäftsführender Präsident.
Da er keine Nachkommen hatte, nutzte das Finanzministerium sein Erbe zur Förderung der Jugend, weshalb er heute als Förderer der Jugend gilt. Eine Büste von ihm steht im Parque España im Stadtteil Amón von San José (Costa Rica).